# Les Malheurs de la beauté
Pour plus de détails, voir Fiche technique et Distribution.
Les Malheurs de la beauté (美人と哀愁, Bijin to aishū) est un film japonais muet réalisé par Yasujirō Ozu et sorti en 1931.
Le film est considéré comme perdu.

## Synopsis
Deux jeunes hommes tombent amoureux de Yoshie, la fille d'un célèbre sculpteur. L'un épouse la jeune femme tandis que l'autre reçoit une statue dont elle est le modèle. Quand la jeune femme meurt, le mari réclame la statue et les deux hommes se battent à mort,.

## Fiche technique
- Titre original : 美人と哀愁 (Bijin to aishū?)[3]
- Titre français : Les Malheurs de la beauté
- Réalisation : Yasujirō Ozu
- Scénario : Tadao Ikeda et Yasujirō Ozu (crédité sous le nom de James Maki), d'après la nouvelle La Femme de marbre de Henri de Régnier
- Photographie : Hideo Shigehara
- Société de production : Shōchiku
- Pays d'origine :  Empire du Japon
- Format : noir et blanc — 1,33:1 — 35 mm — muet
- Genre : drame
- Durée : 158 minutes[3] (métrage : quinze bobines - 4 327 m[4])
- Date de sortie :
  - Empire du Japon : 29 mai 1931[4]

## Distribution
- Tokihiko Okada : Okamoto
- Tatsuo Saitō : Sano
- Yukiko Inoue : Yoshie
- Sōtarō Okada (ja) : le père de Yoshie
- Mitsuko Yoshikawa : Mitsuko
- Teruko Wakamizu : Haruko
- Shin'yō Nara (ja)
- Toshiko Iizuka